# Summit Series
Summit Series był to pierwszy turniej, w którym rywalizowały dwie najlepsze wówczas reprezentacje narodowe w hokeju na lodzie na świecie: reprezentacja ZSRR i reprezentacja Kanady. Rozegrano dwie Summit Series - w 1972 i 1974 r.

## Summit Series 1972
W 1972 roku reprezentacja ZSRR nie wystąpiła w najlepszym składzie. Kanadę reprezentowali zawodnicy z NHL Rozegrano osiem spotkań: po cztery w Kanadzie i Moskwie. Zwycięzcą tej serii okazała się reprezentacja Kanady. 

### Mecze Summit Series 1972
Pierwszy mecz: 2 września 1972 r., Montreal Forum, Montreal, Kanada
| Drużyna                                                                                             | 1 | 2 | 3 | R |
| --------------------------------------------------------------------------------------------------- | - | - | - | - |
| ZSRR                                                                                                | 2 | 2 | 3 | 7 |
| Kanada                                                                                              | 2 | 0 | 1 | 3 |
| ZSRR: Zimin (2), Pietrow, Charłamow (2), Michajłow, Jakuszow Kanada: P. Esposito, Henderson, Clarke |   |   |   |   |

Drugi mecz: 4 września 1972 r., Maple Leaf Gardens, Toronto, Kanada
| Drużyna                                                                 | 1 | 2 | 3 | R |
| ----------------------------------------------------------------------- | - | - | - | - |
| ZSRR                                                                    | 0 | 0 | 1 | 1 |
| Kanada                                                                  | 0 | 1 | 3 | 4 |
| ZSRR: Jakuszow Kanada: P. Esposito, Cournoyer, P.Mahovlich, F.Mahovlich |   |   |   |   |

Trzeci mecz: 6 września 1972 r., Winnipeg Arena, Winnipeg, Kanada
| Drużyna                                                                                     | 1 | 2 | 3 | R |
| ------------------------------------------------------------------------------------------- | - | - | - | - |
| ZSRR                                                                                        | 1 | 3 | 0 | 4 |
| Kanada                                                                                      | 2 | 2 | 0 | 4 |
| ZSRR: Pietrow, Charłamow, Lebediew, Bodunow Kanada: Parise, Ratelle, P. Esposito, Henderson |   |   |   |   |

Czwarty mecz: 8 września 1972 r., Pacific Coliseum, Vancouver, Kanada
| Drużyna                                                                           | 1 | 2 | 3 | R |
| --------------------------------------------------------------------------------- | - | - | - | - |
| ZSRR                                                                              | 2 | 2 | 1 | 5 |
| Kanada                                                                            | 0 | 1 | 2 | 3 |
| ZSRR: Michajłow (2), Blinow, Wikulow, Szadrin Kanada: Perrault, Goldsworthy, Hull |   |   |   |   |

Piąty mecz: 22 września 1972 r., Łużniki Ice Palace, Moskwa, ZSRR
| Drużyna                                                                              | 1 | 2 | 3 | R |
| ------------------------------------------------------------------------------------ | - | - | - | - |
| Kanada                                                                               | 1 | 2 | 1 | 4 |
| ZSRR                                                                                 | 0 | 0 | 5 | 5 |
| Kanada: Parise, Clarke, Henderson (2) ZSRR: Blinow, Anisin, Szadrin, Gusiew, Wikulow |   |   |   |   |

Szósty mecz: 24 września 1972 r., Łużniki Ice Palace, Moskwa, ZSRR
| Drużyna                                                    | 1 | 2 | 3 | R |
| ---------------------------------------------------------- | - | - | - | - |
| Kanada                                                     | 0 | 3 | 0 | 3 |
| ZSRR                                                       | 0 | 2 | 0 | 2 |
| Kanada: Hull, Cournoyer, Henderson ZSRR: Liapkin, Jakuszow |   |   |   |   |

Siódmy mecz: 26 września 1972 r., Łużniki Ice Palace, Moskwa, ZSRR
| Drużyna                                                                 | 1 | 2 | 3 | R |
| ----------------------------------------------------------------------- | - | - | - | - |
| Kanada                                                                  | 2 | 0 | 2 | 4 |
| ZSRR                                                                    | 2 | 0 | 1 | 3 |
| Kanada: P. Esposito (2), Gilbert, Henderson ZSRR: Jakuszow (2), Pietrow |   |   |   |   |

Ósmy mecz: 28 września 1972 r., Łużniki Ice Palace, Moskwa, ZSRR
| Drużyna | 1 | 2 | 3 | R |
| --- | - | - | - | - |
| Kanada | 2 | 1 | 3 | 6 |
| ZSRR | 2 | 3 | 0 | 5 |
| Kanada: P. Esposito (2), Park, White, Cournoyer, Henderson ZSRR: Jakuszow (2), Łuczenko, Szadrin, Wasiliew |   |   |   |   |

Kanada wygrała serię 4-3-1

## Summit Series 1974
Był to drugi turniej Summit Series. Tym razem reprezentacje Kanady reprezentowali gracze z World Hockey Association. Zwycięzcą tej serii okazała się reprezentacja ZSRR.

### Mecze Summit Series 1974
Pierwszy mecz: 17 września 1974 r., Quebec, Kanada
| Drużyna                                                       | 1 | 2 | 3 | R |
| ------------------------------------------------------------- | - | - | - | - |
| ZSRR                                                          | 0 | 3 | 0 | 3 |
| Kanada                                                        | 1 | 1 | 1 | 3 |
| ZSRR: Charłamow, Łuczenko, Pietrow Kanada: McKenzie, Hull (2) |   |   |   |   |

Drugi mecz: 19 września 1974 r., Toronto, Kanada
| Drużyna                                                   | 1 | 2 | 3 | R |
| --------------------------------------------------------- | - | - | - | - |
| ZSRR                                                      | 0 | 1 | 0 | 1 |
| Kanada                                                    | 2 | 1 | 1 | 4 |
| ZSRR: Jakuszow Kanada: Backstrom, Lacroix, Hull, Tremblay |   |   |   |   |

Trzeci mecz: 21 września 1974 r., Winnipeg, Kanada
| Drużyna | 1 | 2 | 3 | R |
| --- | - | - | - | - |
| ZSRR | 1 | 3 | 4 | 8 |
| Kanada | 1 | 1 | 3 | 5 |
| ZSRR: Bodunow, Lebediew, Malcew, Michajłow, Szadrin, Wasiliew, Jakuszow (2) Kanada: MacGregor, Webster, Henderson (2), Bernier |   |   |   |   |

Czwarty mecz: 23 września 1974 r., Vancouver, Kanada
| Drużyna                                                                                 | 1 | 2 | 3 | R |
| --------------------------------------------------------------------------------------- | - | - | - | - |
| ZSRR                                                                                    | 2 | 1 | 2 | 5 |
| Kanada                                                                                  | 5 | 0 | 0 | 5 |
| ZSRR: Gusiew, Malcew, Michaiłow, Wasiliew, Jakuszow Kanada: G.Howe, Mahovlich, Hull (3) |   |   |   |   |

Piąty mecz: 1 października 1974 r., Moskwa, ZSRR
| Drużyna                                         | 1 | 2 | 3 | R |
| ----------------------------------------------- | - | - | - | - |
| Kanada                                          | 0 | 1 | 1 | 2 |
| ZSRR                                            | 1 | 1 | 1 | 3 |
| Kanada: G.Howe, M.Howe ZSRR: Gusiew, Malcew (2) |   |   |   |   |

Szósty mecz: 3 października 1974 r., Moskwa, ZSRR
| Drużyna                                                                        | 1 | 2 | 3 | R |
| ------------------------------------------------------------------------------ | - | - | - | - |
| Kanada                                                                         | 1 | 1 | 0 | 2 |
| ZSRR                                                                           | 2 | 2 | 1 | 5 |
| Kanada: G.Howe, Houle ZSRR: Charłamow, Michajłow, Szatałow, Wasiliew, Jakuszov |   |   |   |   |

Siódmy mecz: 5 października 1974 r., Moskwa, ZSRR
| Drużyna                                                                        | 1 | 2 | 3 | R |
| ------------------------------------------------------------------------------ | - | - | - | - |
| Kanada                                                                         | 1 | 2 | 1 | 4 |
| ZSRR                                                                           | 2 | 2 | 0 | 4 |
| Kanada: Webster, Backstrom (2), M.Howe ZSRR: Anisin, Gusiew, Michajłow, Tiurin |   |   |   |   |

Ósmy mecz: 6 października 1974 r., Moskwa, ZSRR
| Drużyna                                            | 1 | 2 | 3 | R |
| -------------------------------------------------- | - | - | - | - |
| Kanada                                             | 1 | 0 | 1 | 2 |
| ZSRR                                               | 0 | 1 | 2 | 3 |
| Kanada: Backstrom (2) ZSRR: Szalimow (2), Jakuszow |   |   |   |   |

ZSRR wygrało serie 4-1-3